# 156
El 156 (CLVI) fou un any de traspàs començat en dimecres del calendari julià.

## Esdeveniments
- Final de la gravació de l'Estela 1 de La Mojarra.[1]
- Montà comença a predicar la profecia segons la qual la Jerusalem celestial davallarà al poblet frigi de Pepuza (data alternativa: 172).[2]